# Солунска глава
Солунска глава или Мокро е най-високият връх на планината Якубица в Северна Македония. Сред планинарите е известен с името Пъпа на Македония. Разположен е в централните части на планината, където се събират основните ѝ дялове - Якубица, Караджица, Даутица и Салакова планина и е важен орографски възел.
Изкачването на върха става от хижа Чеплес (над село Папрадище) или от хижа Караджица.